# Súng nia
Nong tằm hay còn gọi là súng nia, sen Amazon, sen vua (danh pháp khoa học: Victoria amazonica) là một loài thực vật có hoa, kích thước lớn nhất Họ Súng.
Lá cây này có đường kính lên đến 3 mét nổi trên mặt nước, thân cây chìm dưới nước dài đến 8 mét. Hoa màu trắng và chuyển dần màu hồng khi chiều tối. Đây là loài sinh sống ở vùng nước nông ở lưu vực sông Amazon. Súng nia là quốc hoa của nước Guyana.

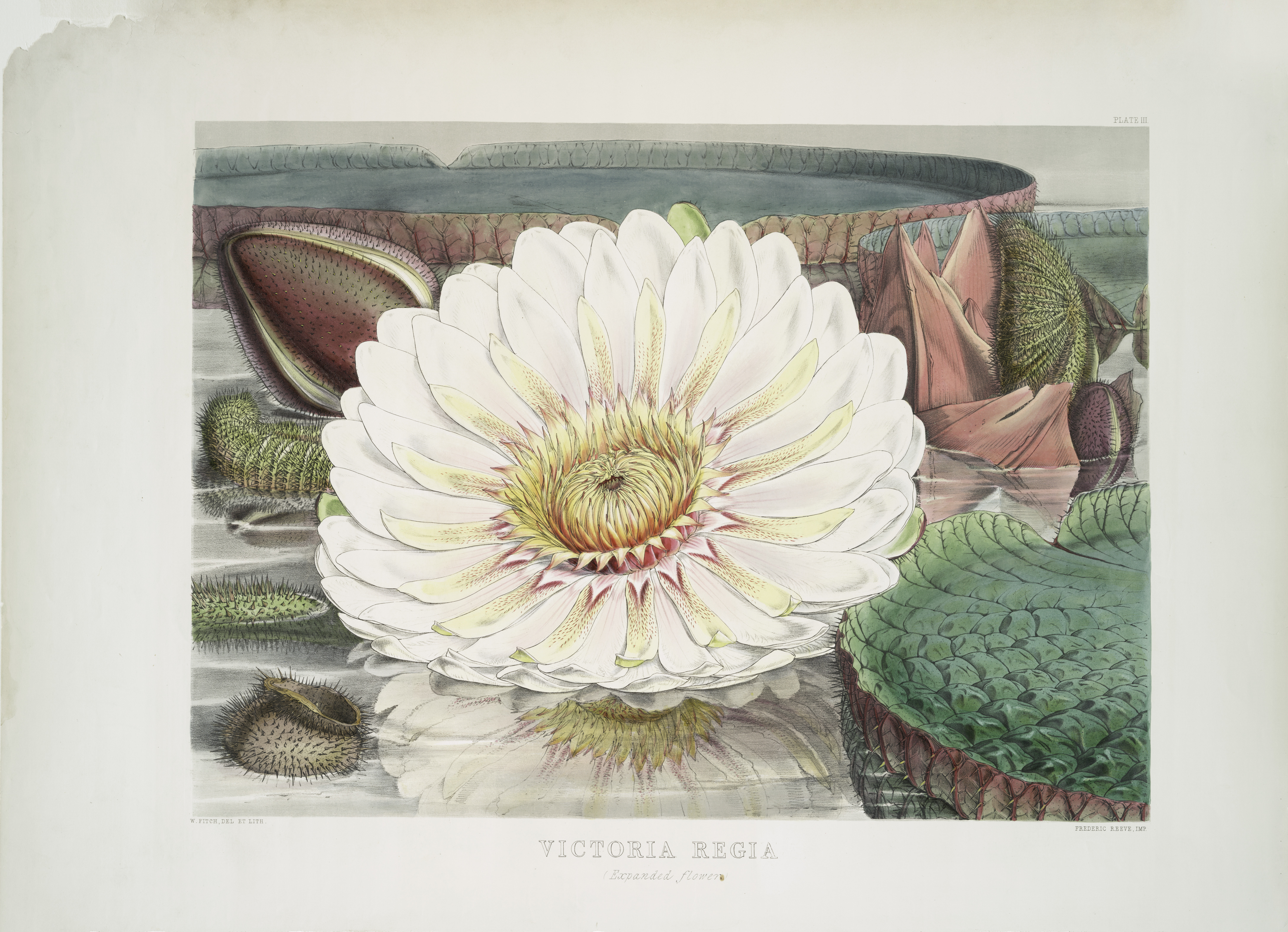
Minh họa bởi Fitch, 1851

Loài này thuộc chi Victoria trong Họ Súng, đôi khi trong họ Euryalaceae. Mô tả đầu tiên được xuất bản về chi này là bởi John Lindley vào tháng 10 năm 1837, căn cứ trên mẫu cây đưa từ British Guiana bởi Robert Schomburgk. Lindley đã đặt tên chi theo tên nữ hoàng Victoria, và loài Victoria regia.

## Hình ảnh

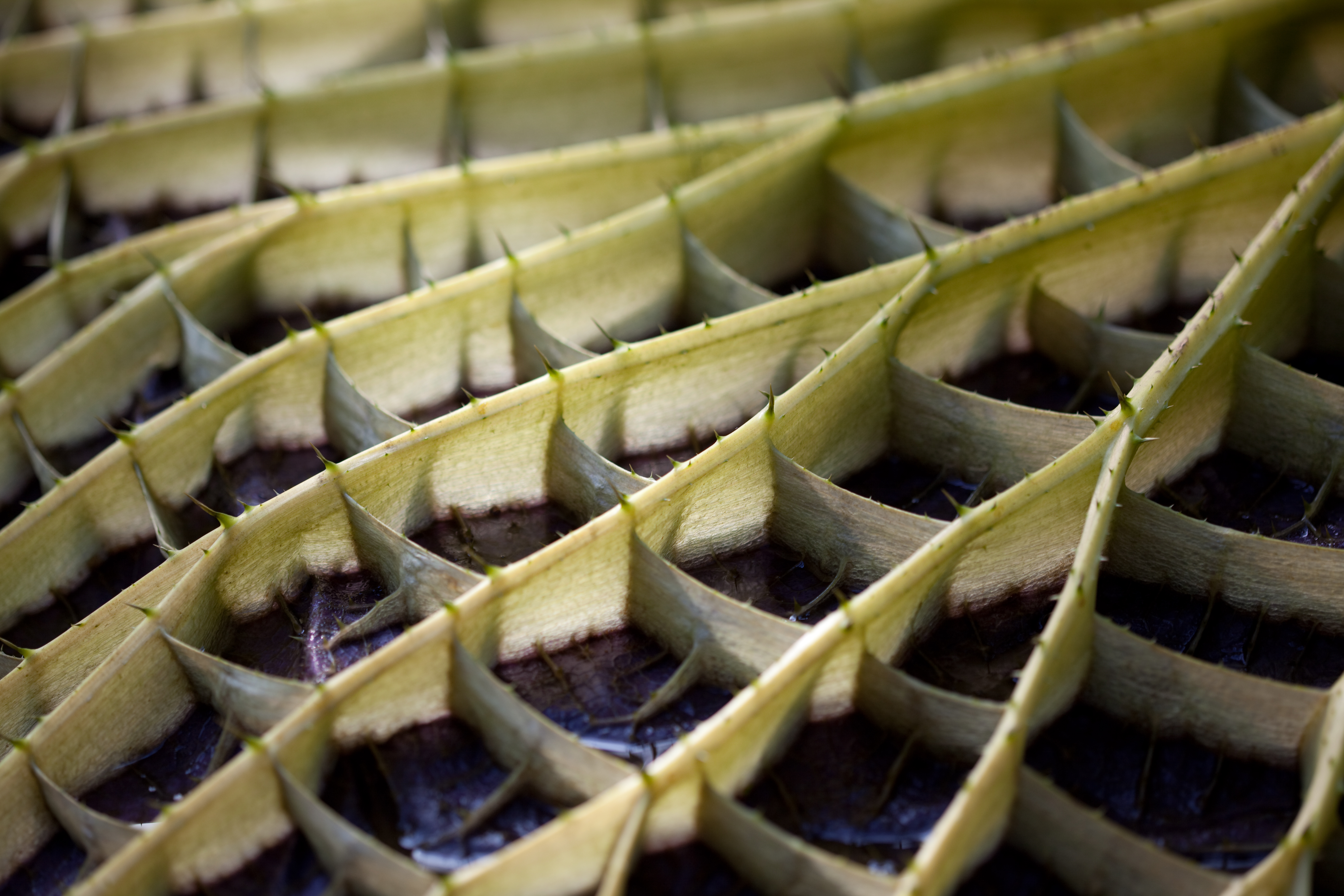
Mặt dưới lá
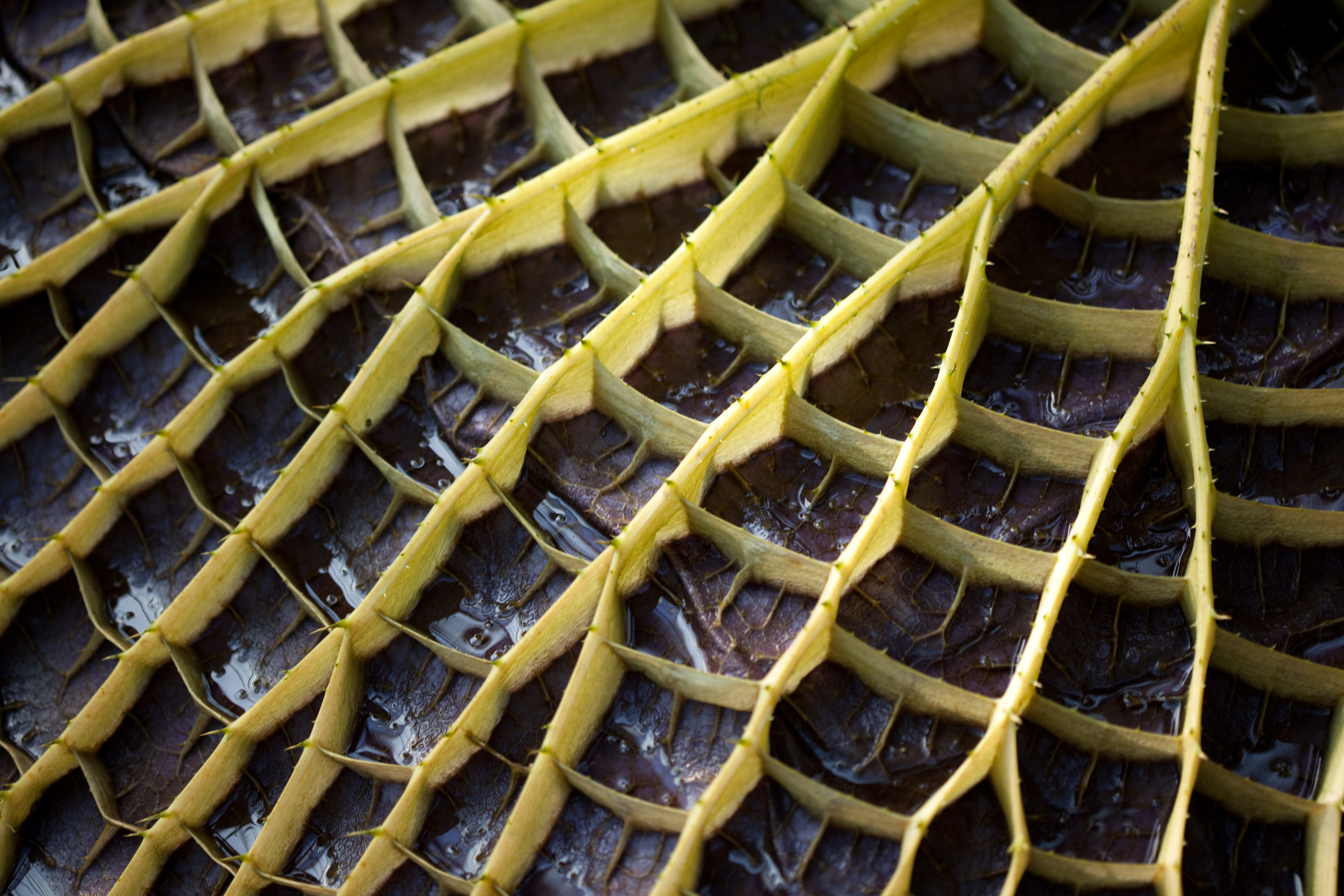
Mặt dưới lá
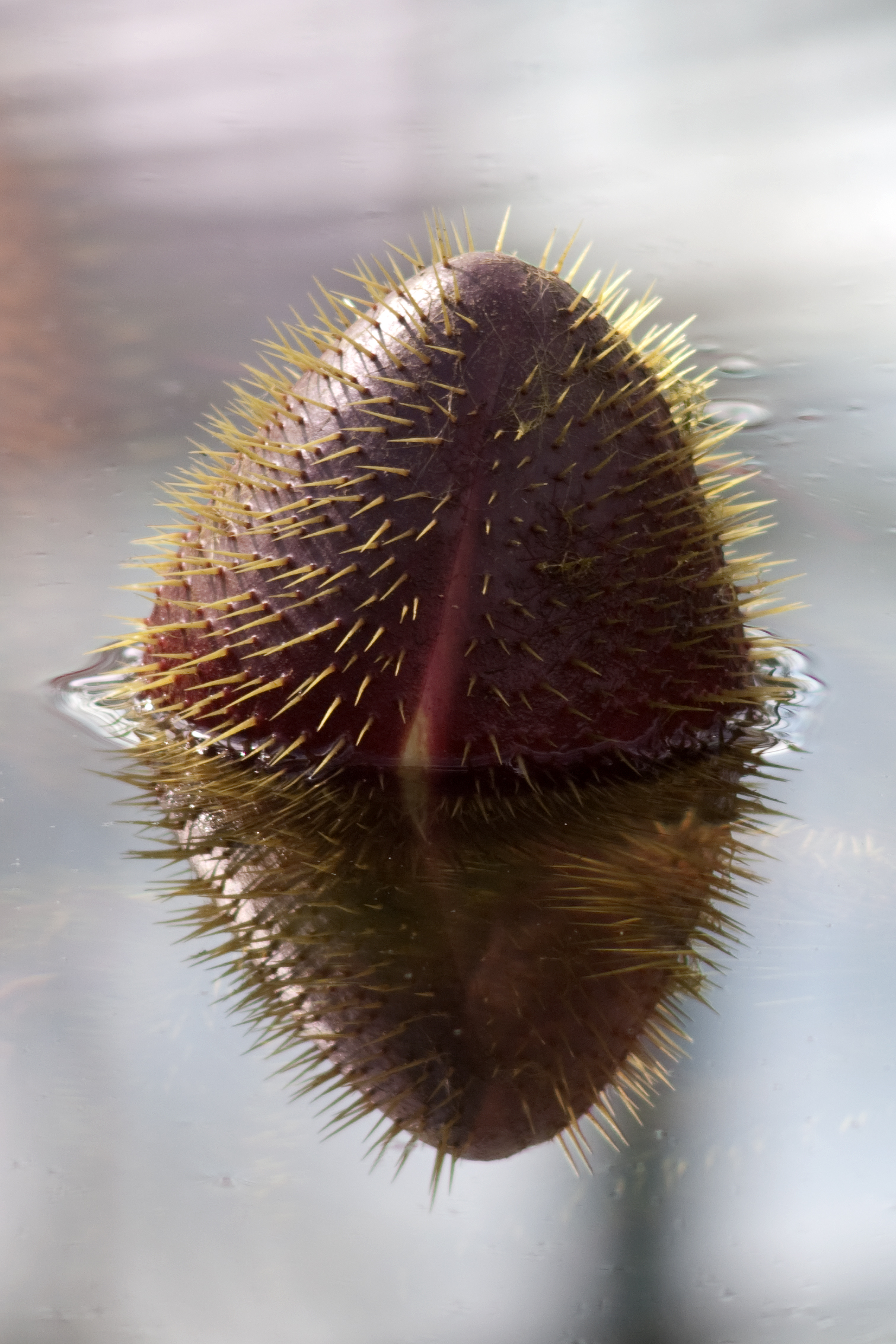
Nụ hoa, Vườn thực vật Adelaide
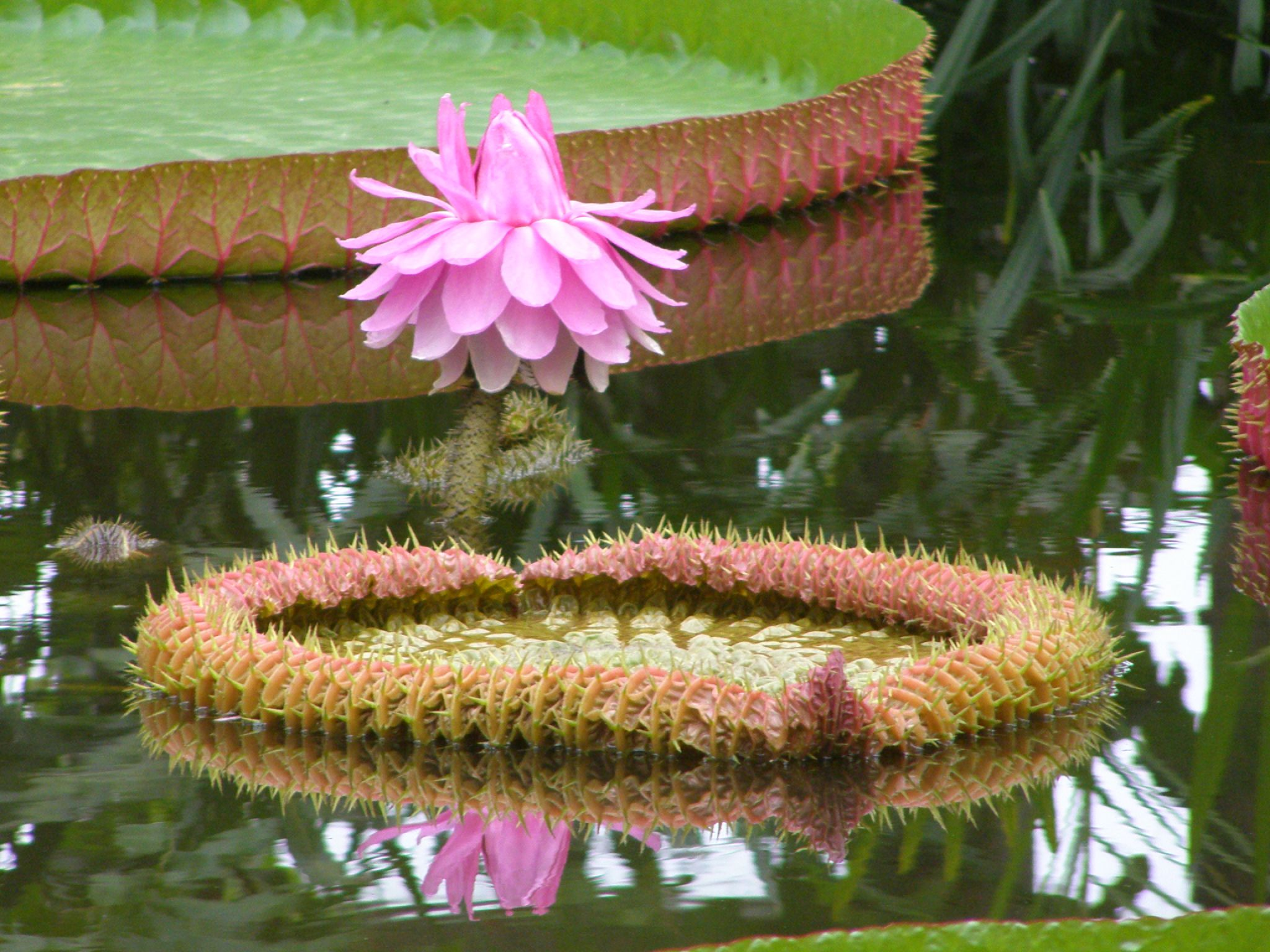
Hoa
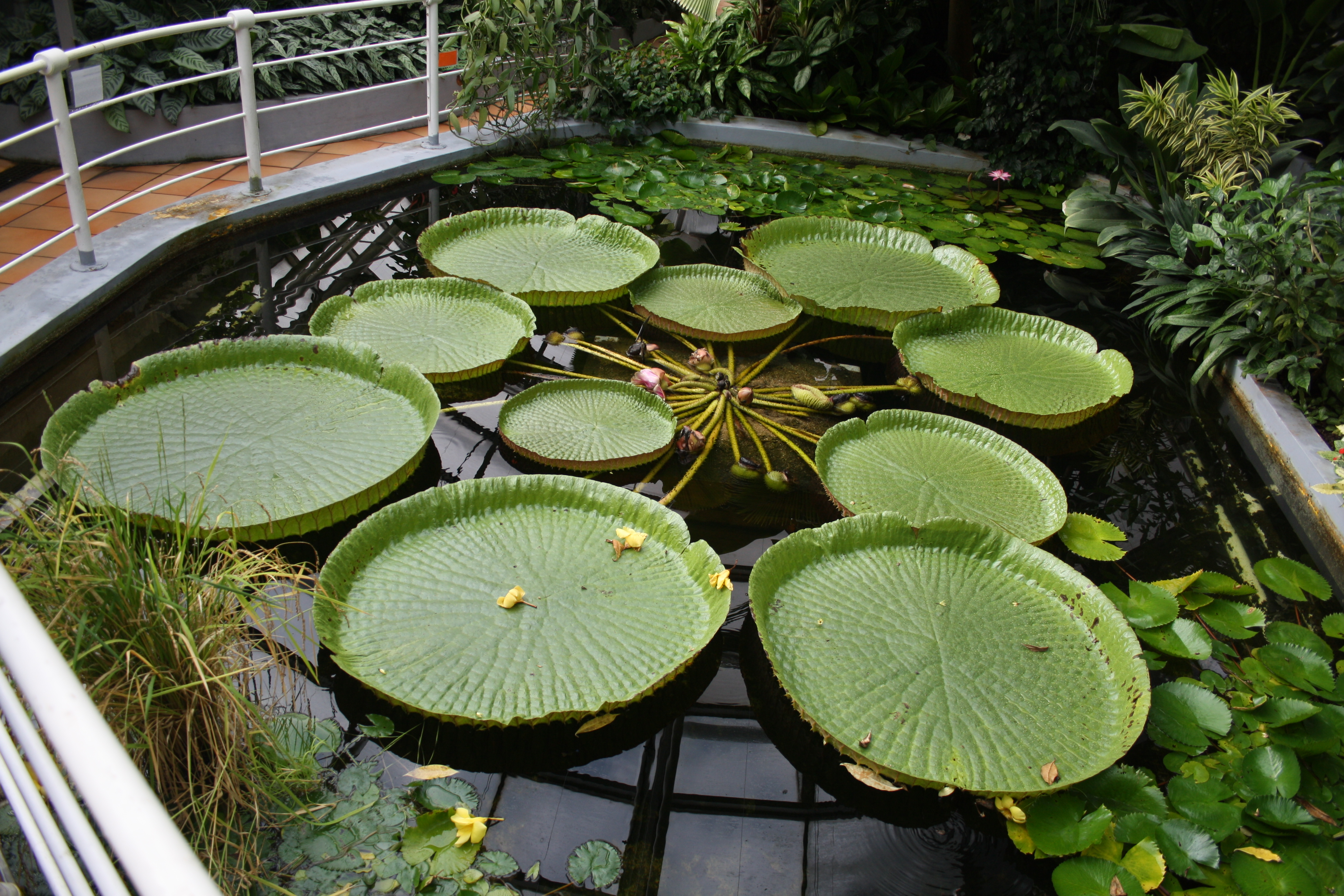
Botanical garden Brno
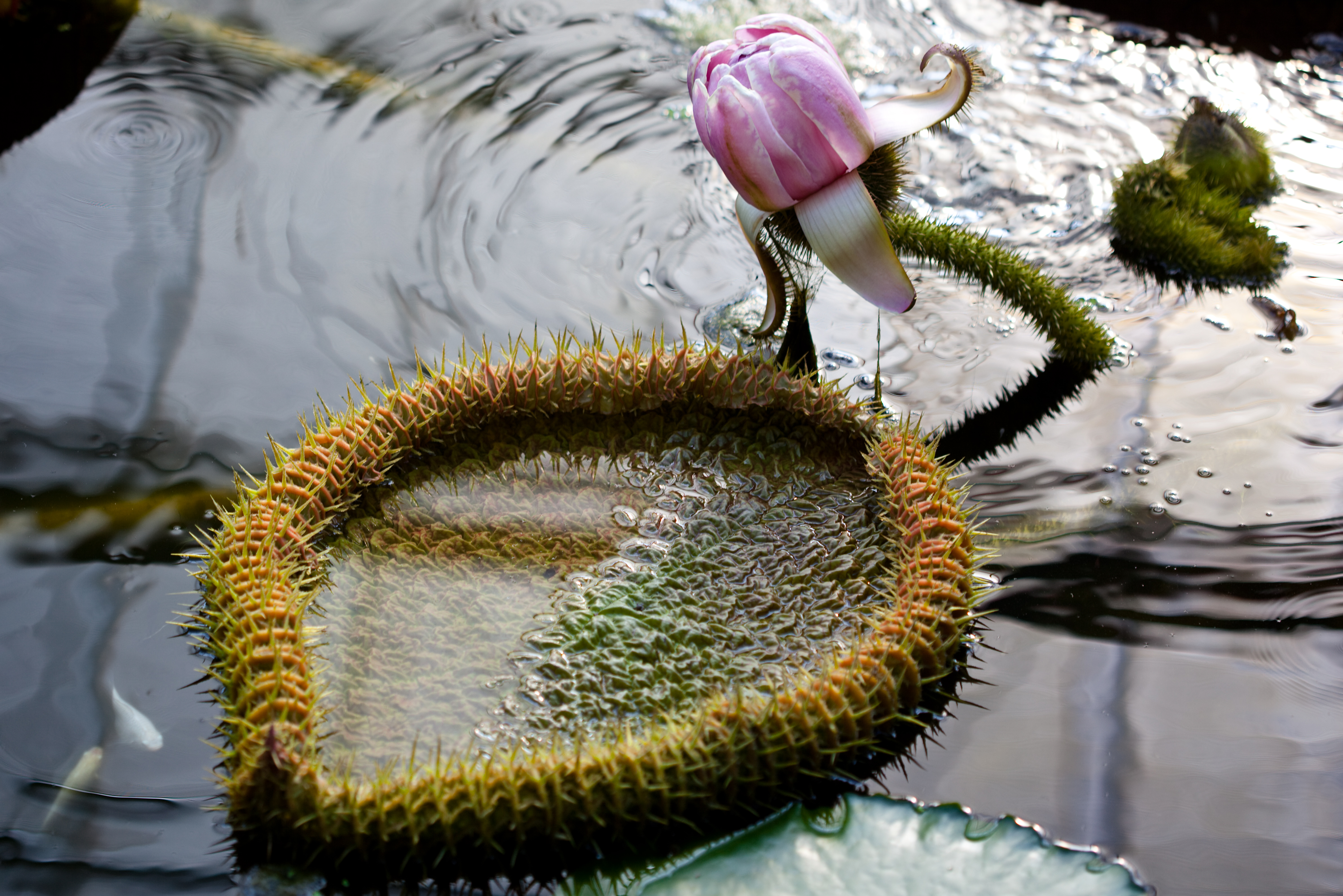
Kobe Kachoen
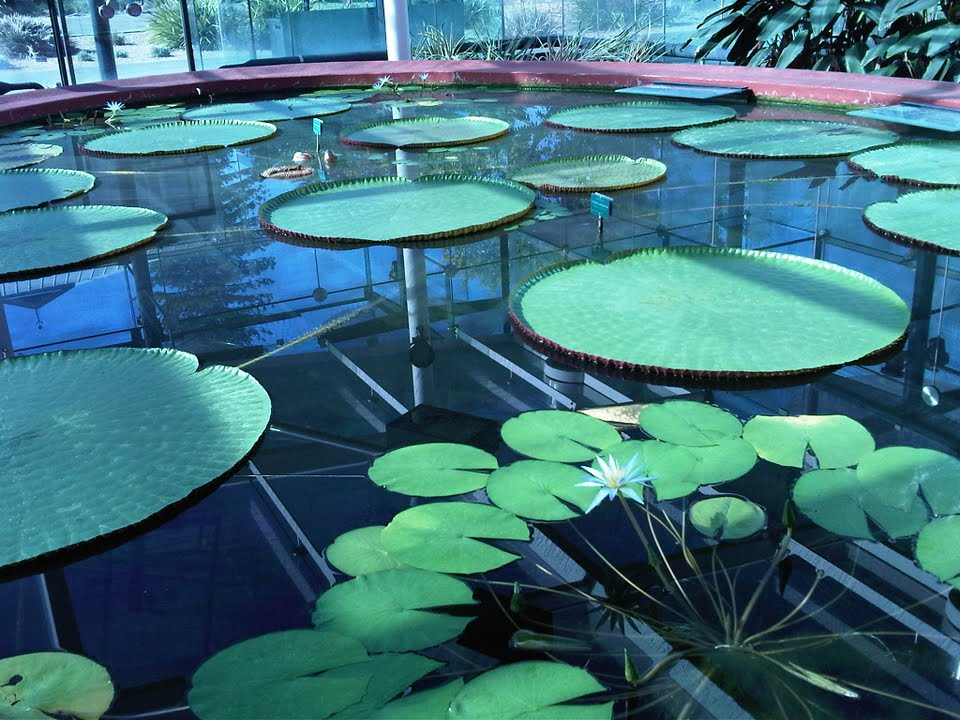
Vườn thực vật Adelaide
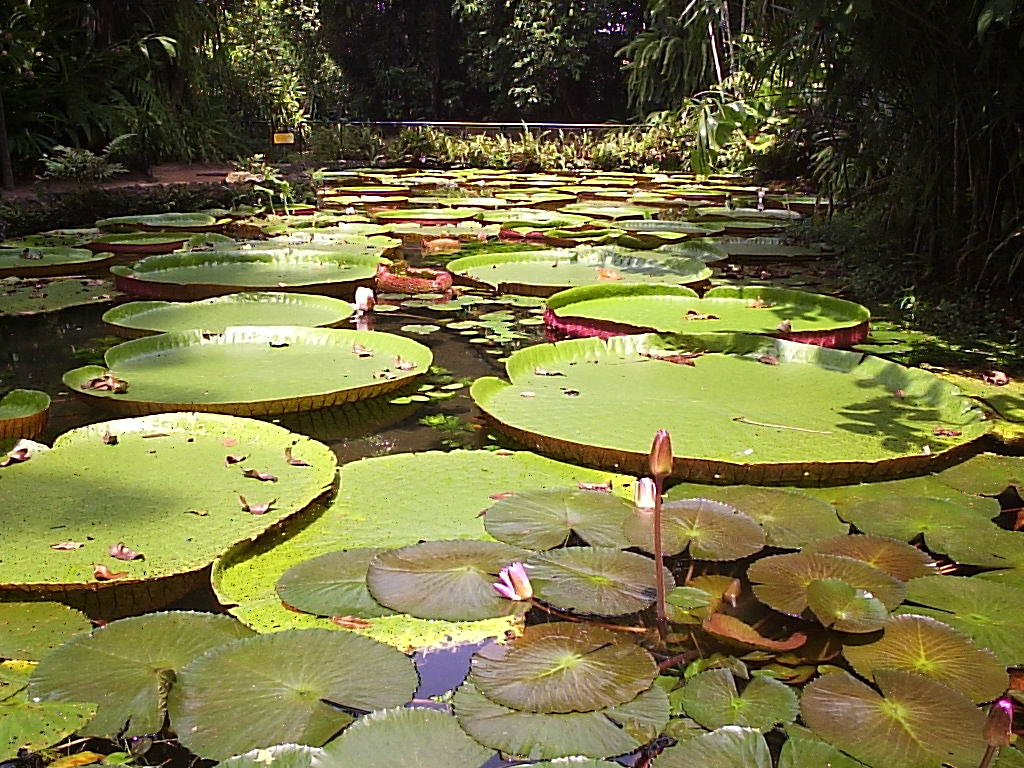
Bảo tàng Paraense Emílio Goeldi
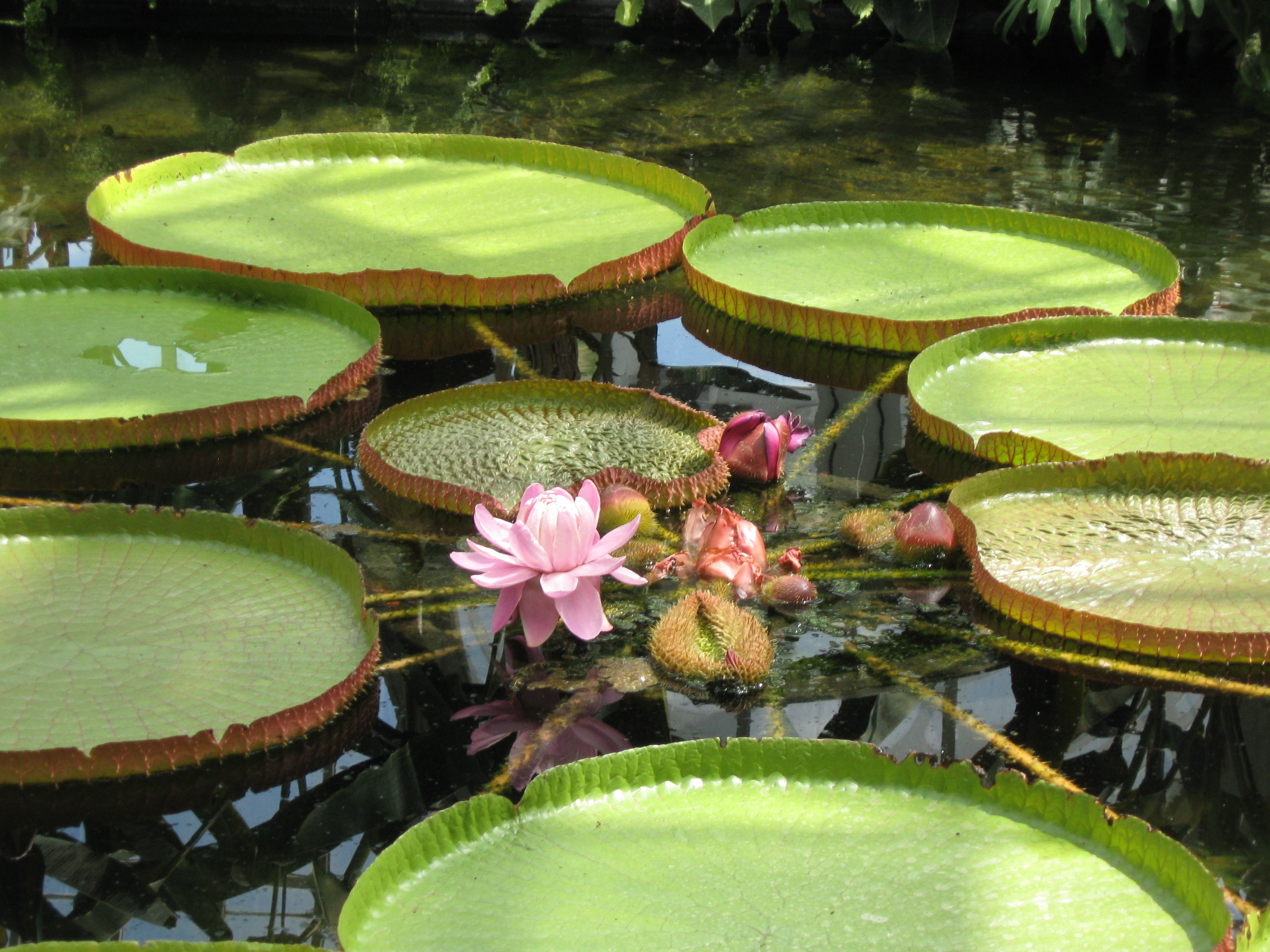
Vườn thực vật và bảo tồn Phipps, Pittsburg
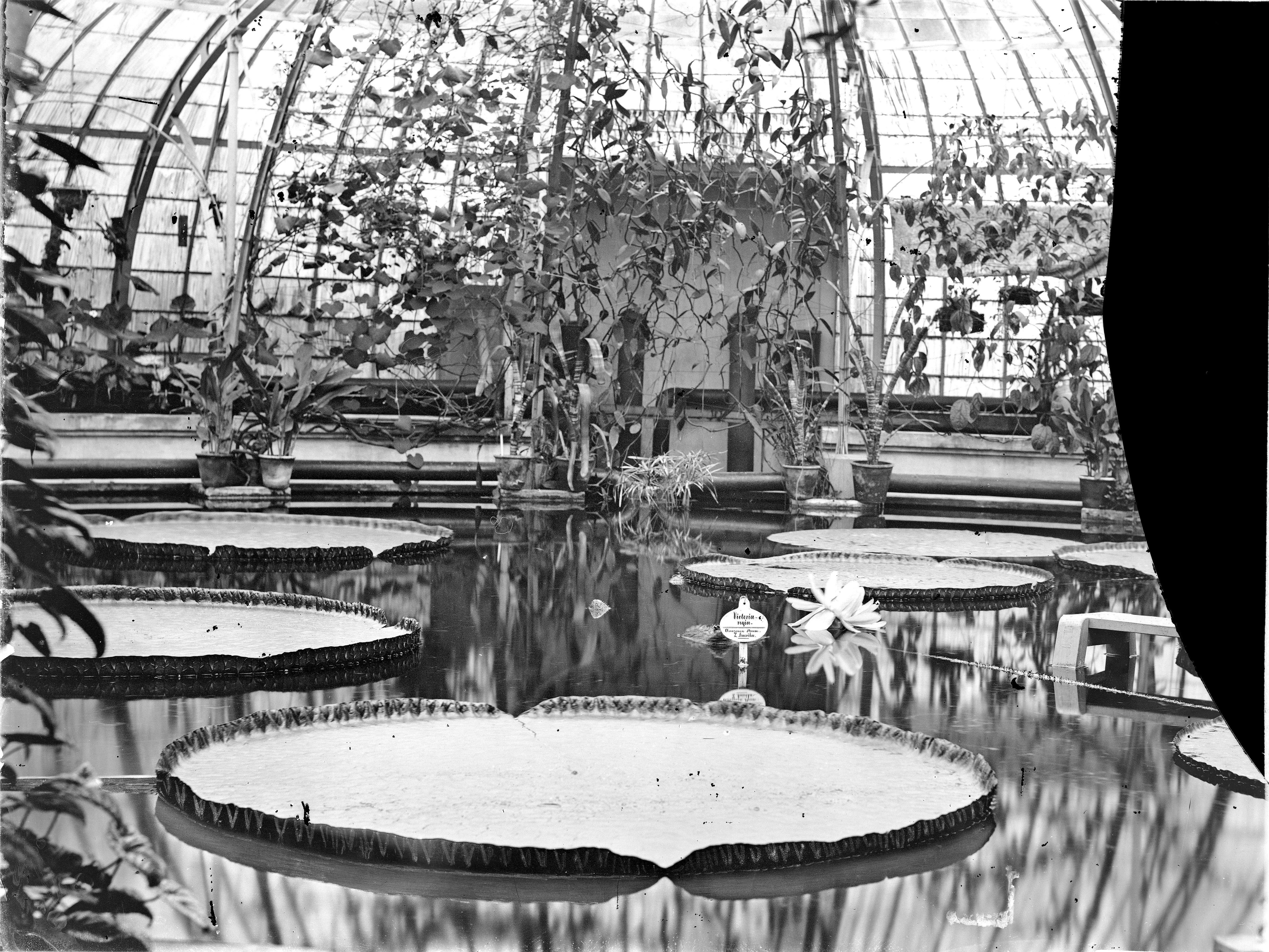
Victoria Regia nở hoa ở Hortus Botanicus Leiden cuối thế kỷ 19